# Iso Harmaakari
Iso Harmaakari är en ö i Finland. Den ligger i Skärgårdshavet eller Bottenhavet och i kommunen Nystad i den ekonomiska regionen  Nystadsregionen i landskapet Egentliga Finland, i den sydvästra delen av landet. Ön ligger omkring 64 kilometer nordväst om Åbo och omkring 210 kilometer väster om Helsingfors.
Öns area är 15 hektar och dess största längd är 0,9 kilometer i sydväst-nordöstlig riktning.